# 受胎告知 (ボッティチェッリ、フレスコ)
『受胎告知』（じゅたいこくち、伊: Annunciazione、英: Annunciation）は、イタリア、ルネサンス期の巨匠サンドロ・ボッティチェッリが1481年頃に制作した絵画である。フレスコ画。ボッティチェッリがシスティーナ礼拝堂装飾事業のためにローマへ赴く前に制作した初期の作品で、いくつか知られているボッティチェッリの受胎告知の作例の最初のものである。もともとシエーナのサンタ・マリア・デッラ・スカーラ病院の管理下にあったフィレンツェの同名の病院のロッジアのために描かれた。壁画は酷く損傷していたため、1920年に保全のために壁からはがされて修復された。現在はフィレンツェのウフィツィ美術館に所蔵されている。

## 制作背景
サンタ・マリア・デッラ・スカーラ病院はフィレンツの羊毛組合（Arte della Lana）のチョーネ・ディ・ラーポ・ポリーニ（Cione di Lapo Pollini）によって、孤児や病人、貧民、巡礼者のために設立されたのち、シエーナのサンタ・マリア・デッラ・スカーラ病院の管理下に置かれた。

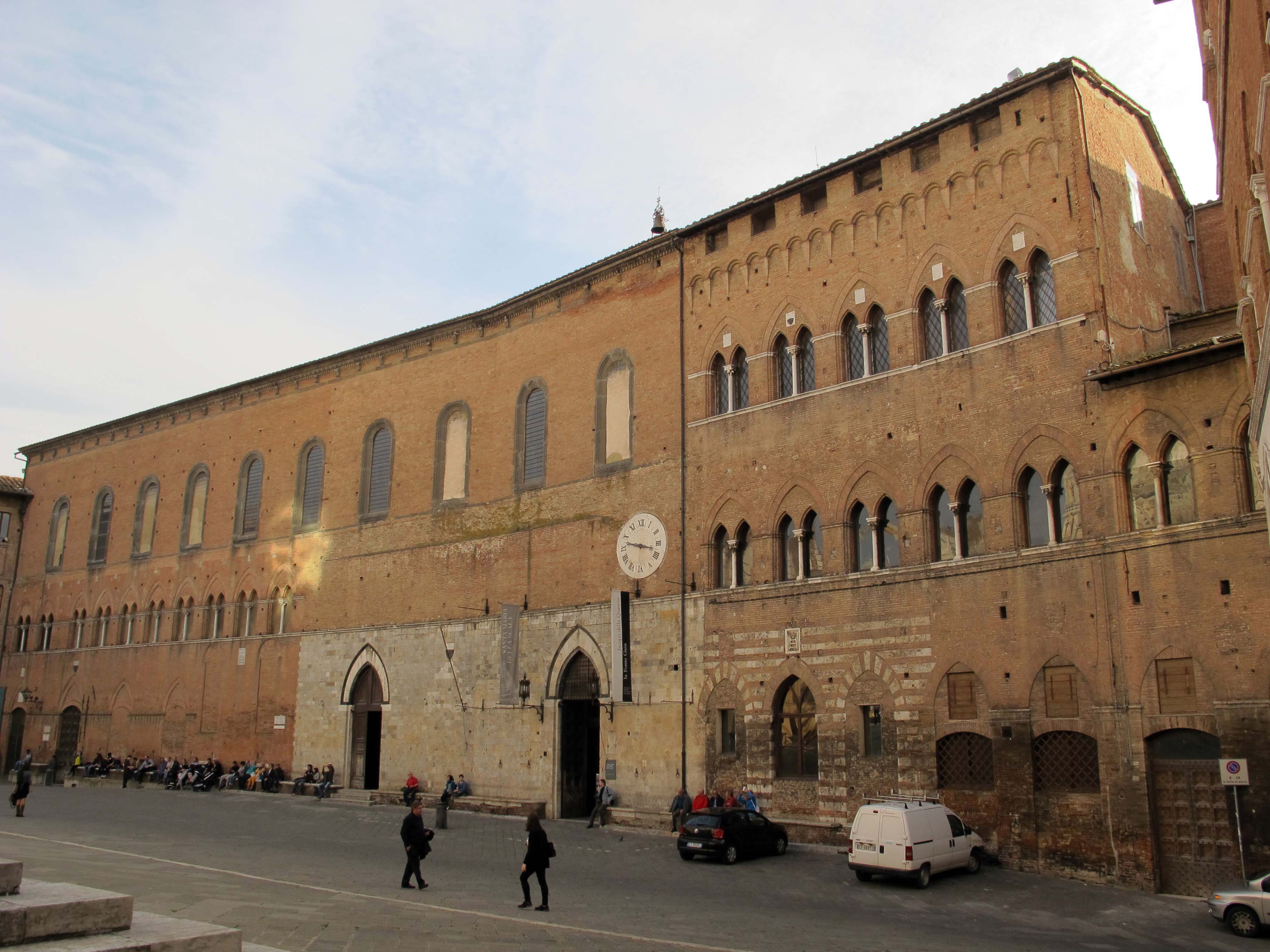
シエーナのサンタ・マリア・デッラ・スカーラ病院。

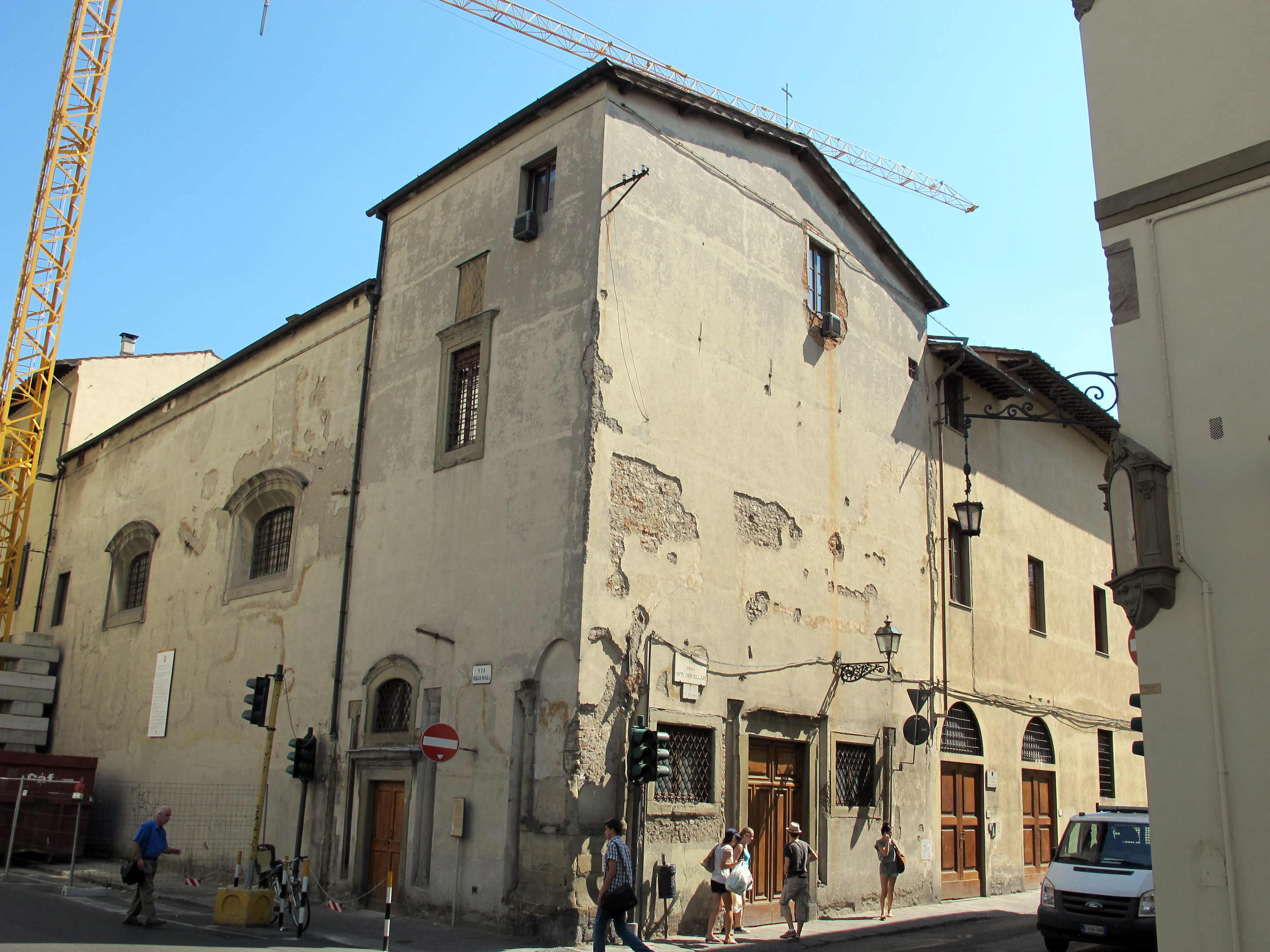
フィレンツェのサンタ・マリア・デッラ・スカーラ病院。後にサン・マルティーノ・アッラ・スカーラ修道院。

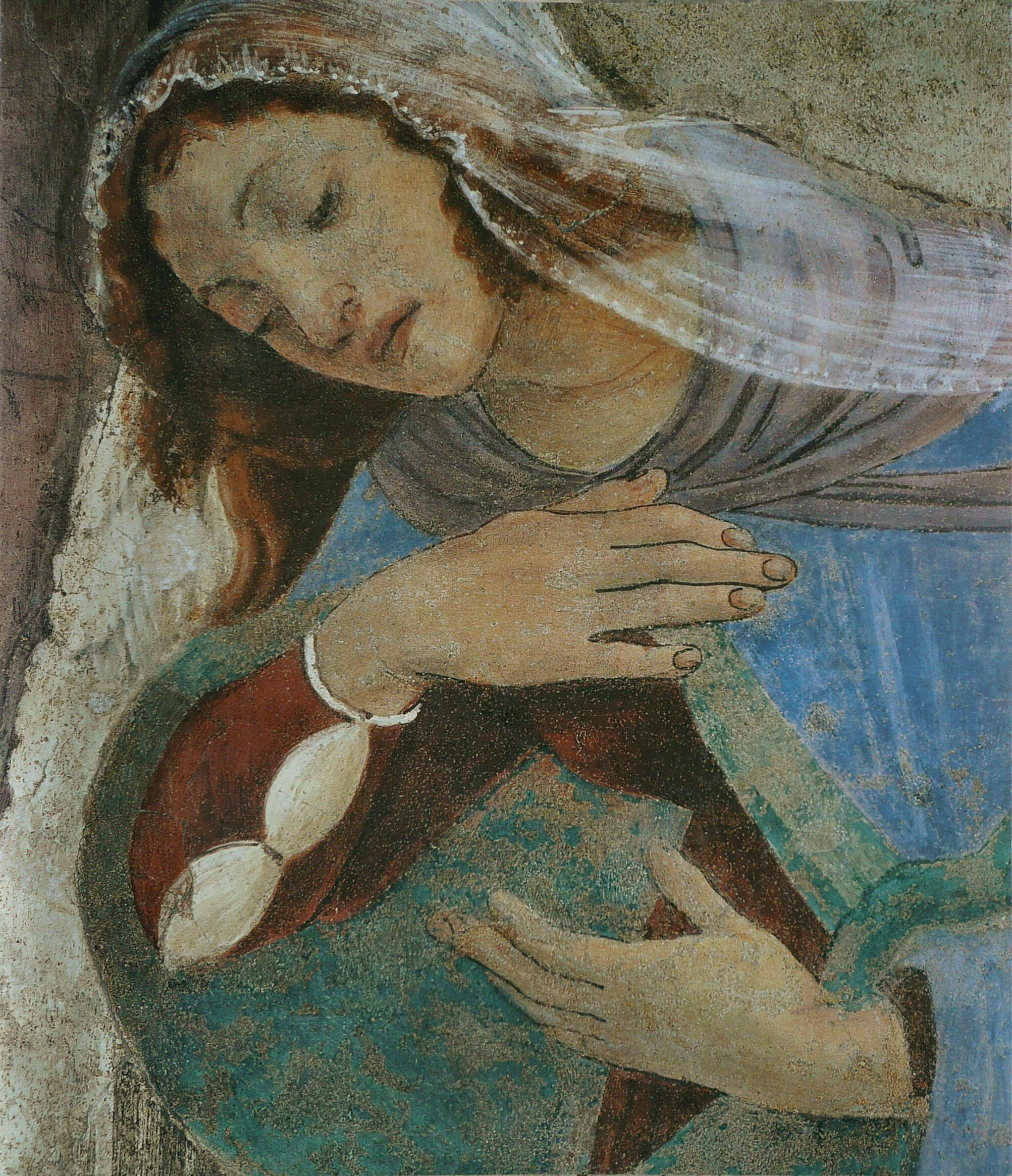
ひざまずいて首を垂れる聖母マリア。

ボッティチェッリの『受胎告知』はサンタ・マリア・デッラ・スカーラ病院のロッジアの扉の上の横幅5メートルを超える壁面全体にわたって描かれた。おそらく1478年以来フィレンツェを襲っていたペストの終息を感謝する意図から制作された。この大きな壁画は、美術史家ジョヴァンニ・ポッジがイノセンティ病院の記録文書から発見した、ボッティチェッリがシスティーナ礼拝堂装飾事業のためにローマに出発する前の1481年に作成された支払証明書と関連づけて考えられている。それによるとボッティチェッリは1481年の4月と5月にフレスコ画を制作し、報酬としてフローリン金貨10枚が支払われている。

## 作品
大天使ガブリエルは受胎を告知するべく、聖母マリアがいる寝室の前の柱廊玄関に舞い降りている。ガブリエルは両腕を胸の前で交差し、伝統的な白い百合を持っているが、その衣服や長髪、百合の茎は舞い降りた際の風で強く揺れている。一方の聖母マリアは天使の存在に気づいて書見台から降り、オリエンタル風の絨毯の上にひざまずいている。さらにガブリエルの背後から放たれた聖霊の金色の光は画面中央の寝室のアーチ状の入口を通って室内に入り込み、離れた場所でひざまずく聖母の眼前まで達しており、それによって聖母の受胎を表現している。
受胎告知の場面は庭のあるルネサンス様式の宮殿に設定されている。画面は天使のいる画面左側の屋外と聖母マリアのいる画面右側の寝室の大きく２つに分割されており、両者はそれぞれ画面の両端に配置されている。画面を分割し縁取っているのはグリザイユ装飾が施された柱で構成された建築構造であり、聖霊の光が通り抜けるアーチは物語の自然な連続性と統一性をもたらしている（ただし空間的には統一されていない）。
この構図は壁画の下にある扉の位置関係をも考慮している。扉はちょうど天使の位置にあり、そこで人々が扉を使うとき遠近法的に正面の位置から壁画を見上げることになる。また画面中央の柱は扉の右側にあった側柱アーチと連続する形で描かれていた。
聖母の後ろには木製のベッドがあり、ベッドが見えるように開かれた白いカーテンで保護されている。優美でありながらも抑制の効いた調度品はルネサンス期の宮廷で流行した家具やファッションについての情報を提供している。ボッティチェッリは聖母に対する象徴的な言及を忍ばせるように盛り込んでいる。赤い壁に囲まれた庭は聖母マリアの純潔を象徴し、書見台を囲む日よけは幼児キリストを宿した聖母マリアと契約の箱を覆った掛け布との類似点を示唆している。

## 来歴
1531年、サンタ・マリア・デッラ・スカーラ病院はフィレンツェ包囲戦中に破壊されたサン・マルティーノ・アル・ムニョーネ修道院（Spedale di San Martino al Mugnone）の修道女たちに譲渡され、サン・マルティーノ・アッラ・スカーラ修道院（Monastero di San Martino alla Scala）となった。修道院は1623年に大規模な改修が行われ、本作品があった空間はロッジアの柱の間を壁で塞ぐことで前室に変更され、またロッジアの上に修道女の聖歌壇を建てるためにヴォールトを用いて天井が低くされた。このとき壁画上部が覆い隠されて2つのリュネットになった。しかし壁画をできる限り保存することが試みられたため、壁画上部のリュネットは画面に合わせて高さが異なっていた。すなわち画面左側の天使の頭部が高い場所に位置したため、リュネットの上端もそれに合わせて高い位置に作られた。
フレスコ画が非常に損傷した状態で再発見されたのは1910年のことである。数年後の1916年、美術史家ジョヴァンニ・ポッジはイノセンティ病院のボッティチェッリのフレスコ画に関する文書を学術誌『バーリントン・マガジン』に掲載した。1920年、フレスコ画はウフィツィ美術館の修復家ファブリツォ・ルカリーニ（Fabrizio Lucarini）によって壁から取り外され、1957年にフェレンツェで催された剥離フレスコ展に際して、レオネット・ティントーリ（Leonetto Tintori）によって支持体の交換が行われた。1972年の『修復されたフィレンツェ』展で作品の重要性が再認識されたのち、ウフィツィ美術館1階で常設展示された。2001年の修復ではかなりの欠落が見られたフレスコ画上部と側面が再構築され、2016年10月以来、ボッティチェッリの作品を集めた第10展示室に展示されている。

## ギャラリー

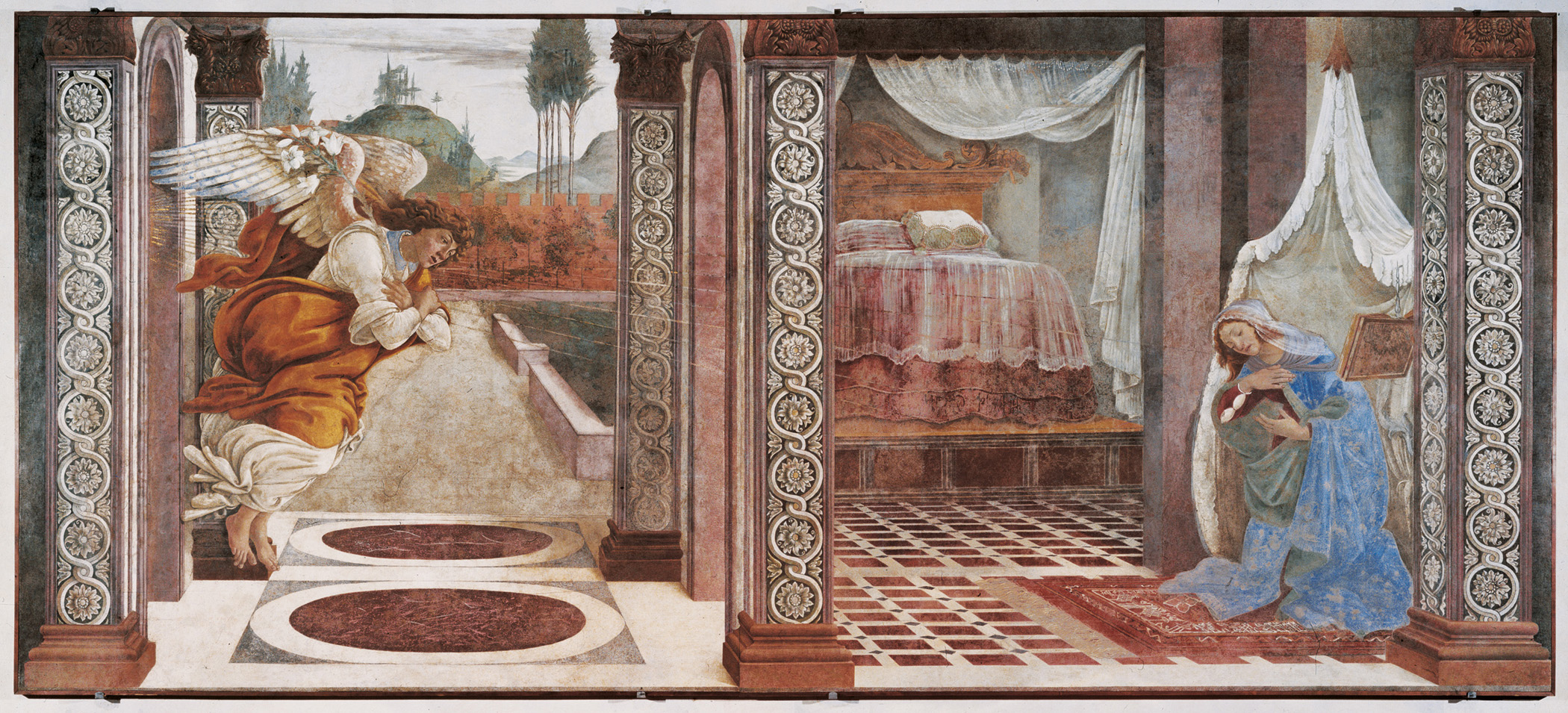
修復された『受胎告知』。2枚のフレスコ画が繋ぎ合わされた画面は高さ243センチ、長さ555センチにおよぶ。画面右側の聖母の頭上の空間にかつてのリュネットの痕跡が残っている。画面左のリュネットは天使に合せてこれより高い位置にあった。

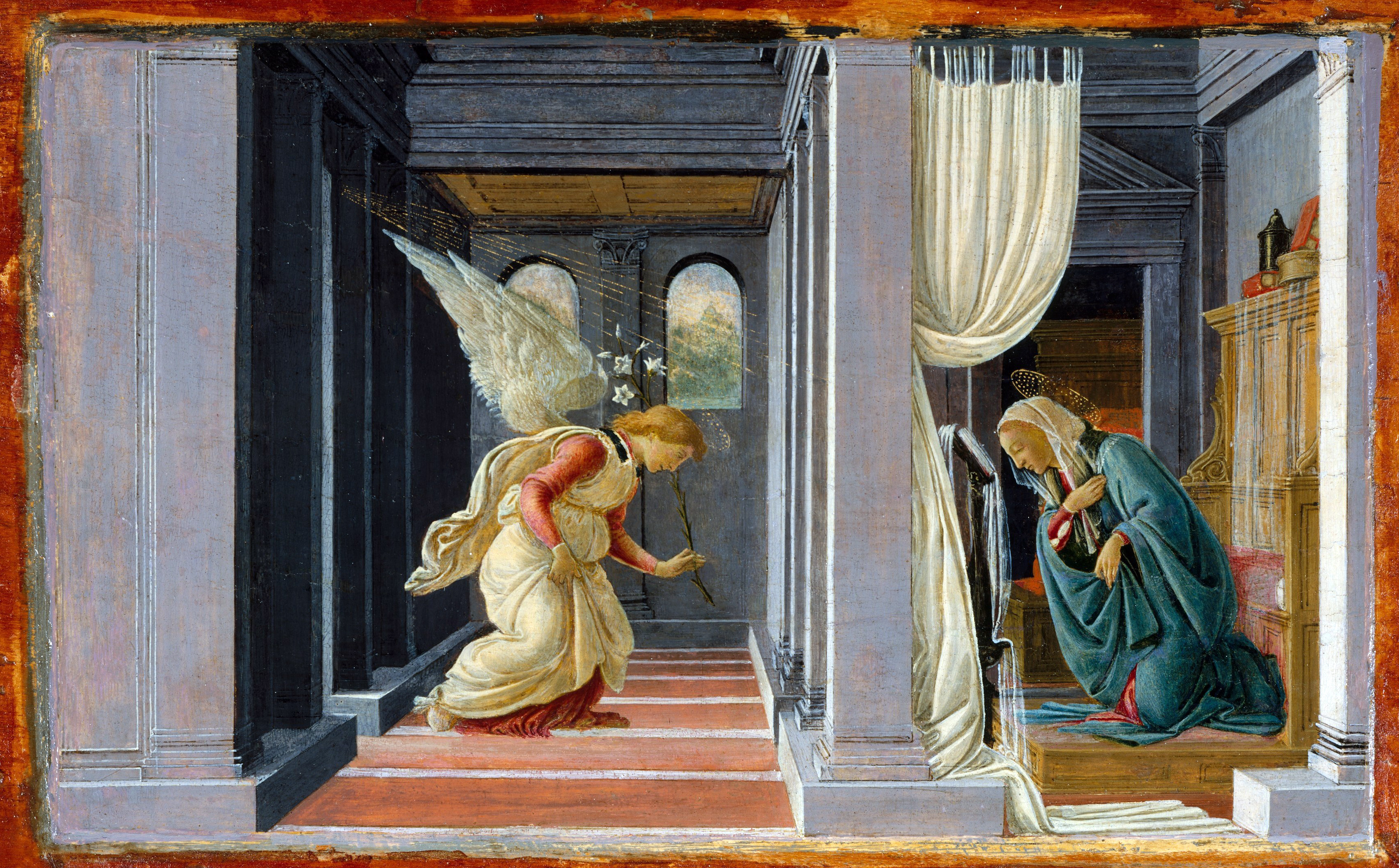
『受胎告知』1485年 メトロポリタン美術館
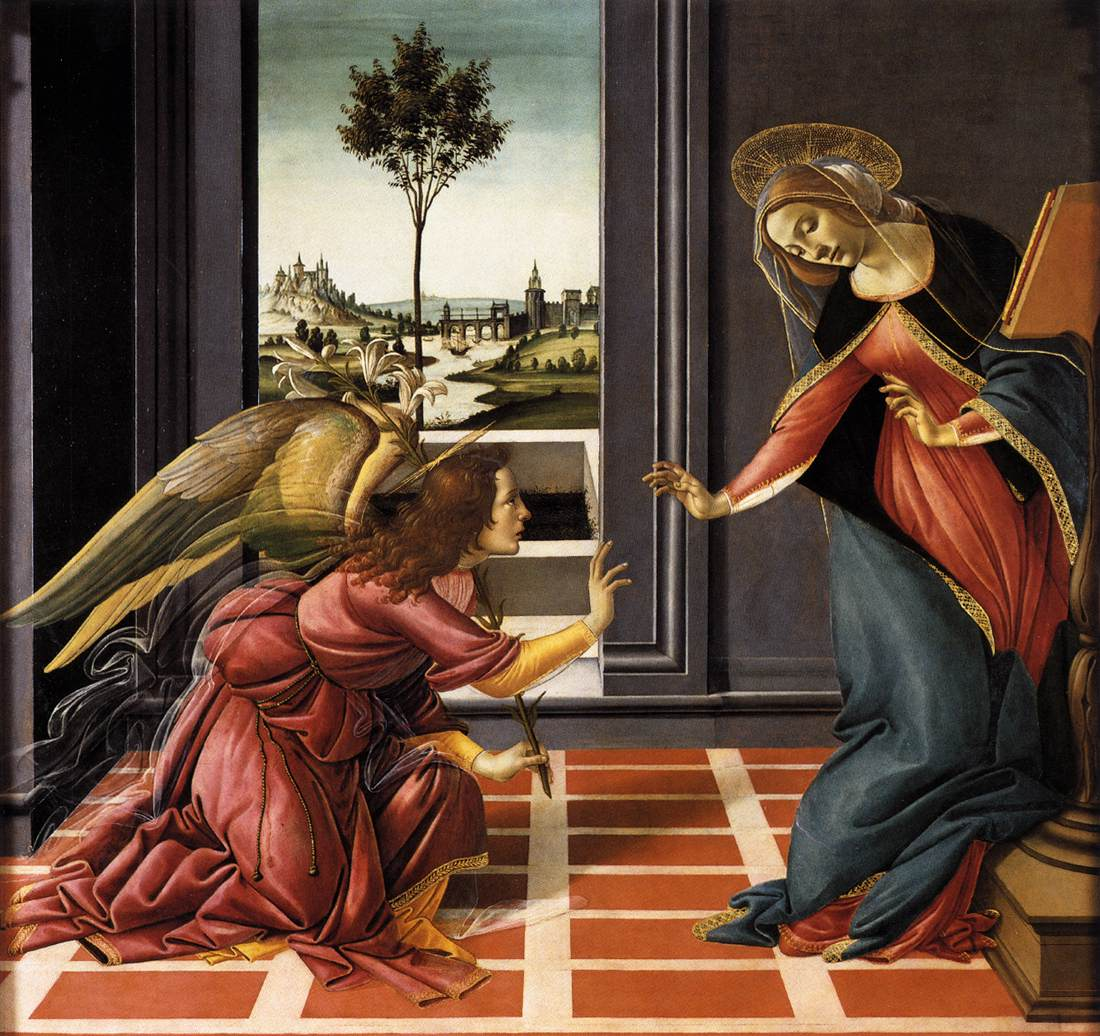
『受胎告知』1489年 ウフィツィ美術館
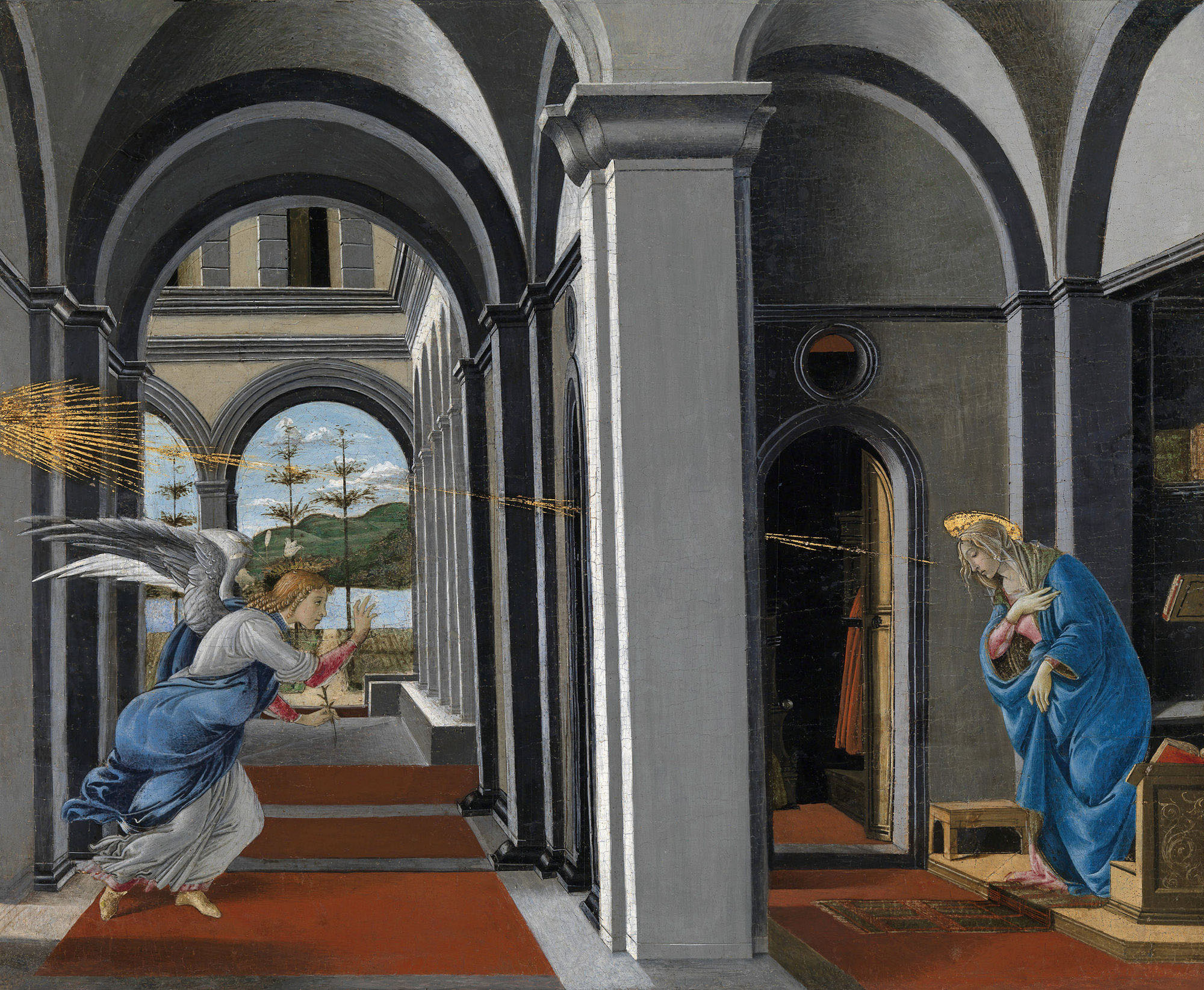
『受胎告知』1495年-1500年 ケルビングローブ美術館・博物館